# Rotjà
La Rotjà (en catalan : riera de Rotjà) est un cours d'eau de l'est des Pyrénées, en France. Née sur le flanc des Esquerdes de Rotjà à 2 258 m d'altitude, la rivière s'écoule vers le nord pour confluer dans la Têt. Son bassin supérieur est protégé par la réserve naturelle nationale de Py.

## Géographie

### Localisation
La Rotjà s'écoule entièrement dans le département français des Pyrénées-Orientales, à l'est des Pyrénées, près du massif du Canigou, dans la région naturelle et historique du Conflent. Son bassin versant correspond presque exactement au territoire des communes de Py, Sahorre et Fuilla.

## Toponymie
Le nom « la Rotjà » est un calque du nom catalan, qui peut aussi être écrit Rojà. Outre la rivière, il désigne également les crêtes des Esquerdes de Rotjà et la Portella de Rotjà qui surplombent sa source, ainsi que le Pas de Rotjà, lieu de rencontre des trois principaux bassins versants de la haute vallée de la Rotjà,.
Les noms anciens de la plupart des cours d'eau des Pyrénées-Orientales ont été perdus. Ils ont été renommés d'après un autre lieu, souvent sous la forme riu de... ou ribera de... (rivière de...) mais parfois en gardant seulement le nom de cet autre lieu.
Ici, le mot provient d'un nom gallo-romain, Robianus ou Roianus, utilisé à l'époque franque pour désigner un domaine agricole. Ce toponyme est assez fréquent en France mais très rare en Catalogne. Il a donné des noms comme Royan ou Royat. Il est formé du mot latin Rubius, « roux » et du suffixe -anum.
Le nom latin a été modifié selon deux procédés fréquents en catalan : la transformation du son j en tj (apparition d'une consonne implosive devant une chuintante) et celle du suffixe -anum en -à.
Le genre grammatical d'un cours d'eau est déterminé par  le terme générique utilisé pour le désigner. Par exemple el riu (la rivière, nom masculin en catalan) a donné el riu de Querol puis el Querol (le Carol en français), nom également masculin. Ici, le féminin est utilisé aussi bien par l'IGN que par l'université de Perpignan. L'Institut Cartogràfic i Geològic de Catalunya utilise Ribera de Rojà sur sa carte.

## Écologie et protection

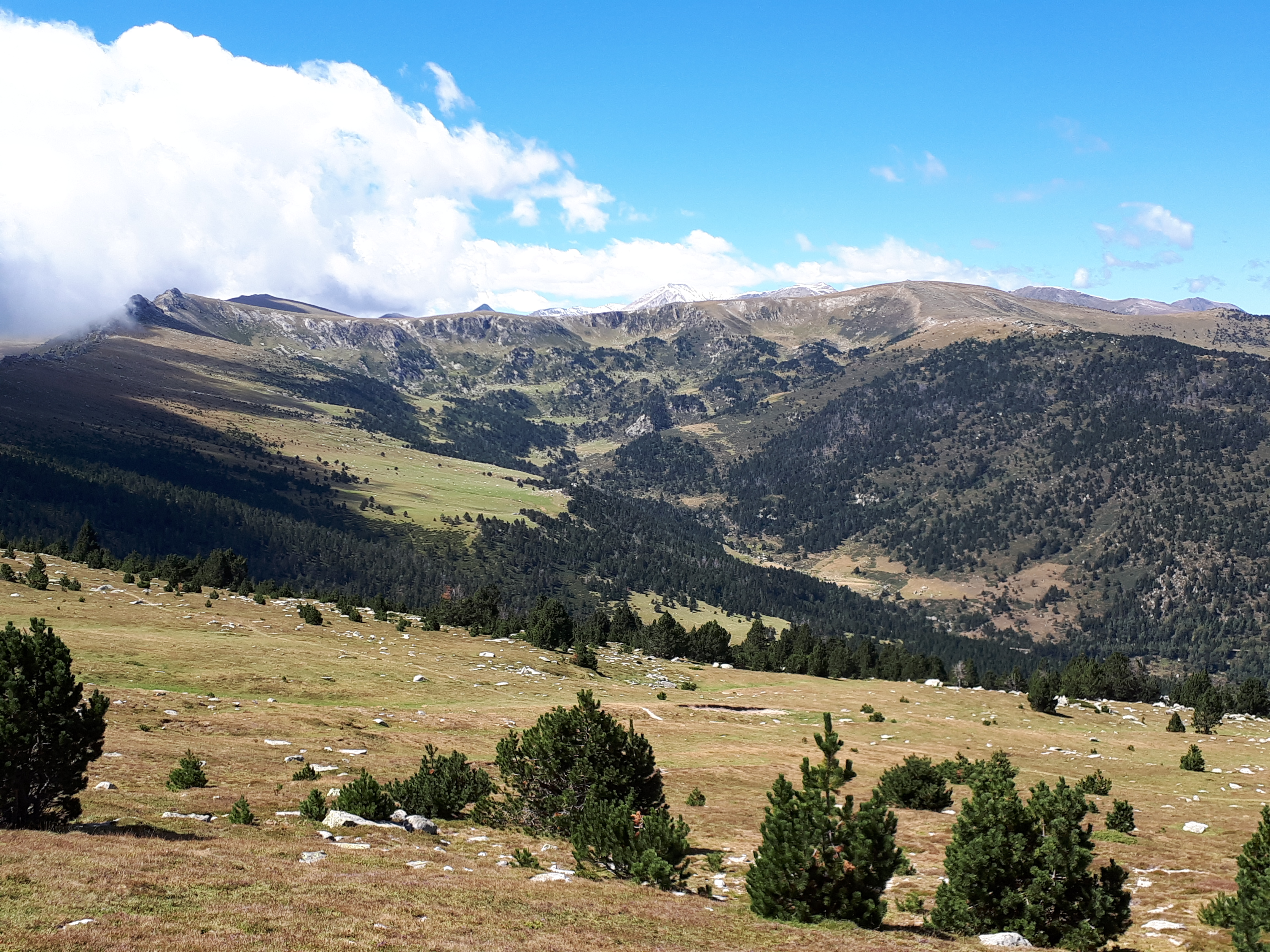
Les sources de la Rotjà, commune de Py. (Esquerdes de Rotjà à gauche.)

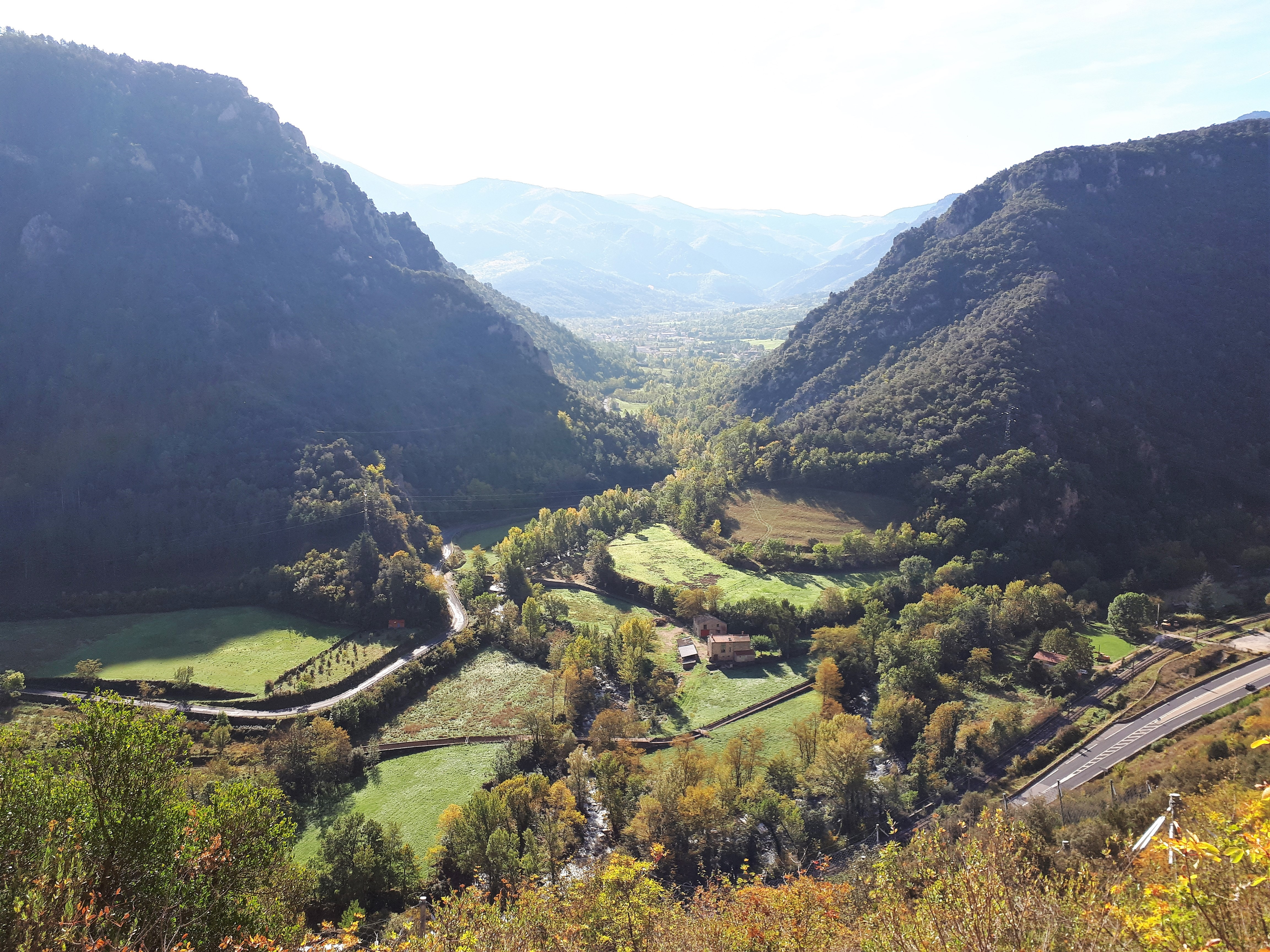
Confluence de la Têt (à droite) et la Rotjà (commune de Fuilla).